# 脚フェティシズム

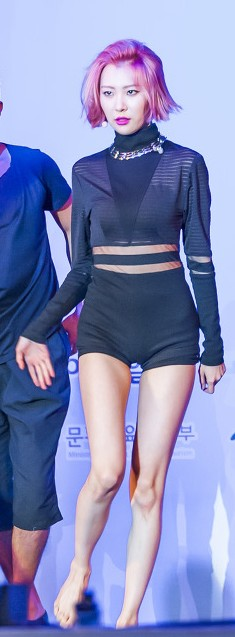
脚部・足部を露出して踊る歌手。足指、足首、脹脛、腿部など全てがフェティシズムの対象となる。

脚フェティシズム（あしフェティシズム、英: Leg fetishism）とは、脚部に非常に強い誘惑を覚えるフェティシズムの一種である。特に男性が女性の脚に執着的な性的興奮を有する場合が多い。脚フェチなどと略される。
同じ脚フェチであっても興奮する部位は異なることがある。大まかに分類すると以下のように分かれる。（足部については足フェティシズムを参照）
- 腰から爪先まで（脚および足全体）
- 股女の下から踵まで（脚）
- 膝小僧など脚の一部
- 踵から爪先まで（足）

そして、脚フェチはTwitterやInstagramなどのSNSで自分の足・脚や、撮影相手などの足を投稿するアカウントも存在している。

## 概要
脚部を性的対象とするセクシュアリティは一般的であり、珍しいものとはいえない。脚線美という言葉が存在したり、ミニスカートが周期的に流行したりすることを鑑みれば、脚部は充分に性的アピールを行なえる部位であると言える。ただ好みとしては膝小僧や脹脛に特に執着するような、本来のフェティシズムに近い例もみられる。パートナーの脚を愛撫し、舐め、接吻することを愛好する場合も多い。
フェティシズムとは性的対象の歪曲を指すため、脚フェティシズムであれば美しい脚を見ながらの自慰行為や太股や脚への射精などで満足をし、性行為にいたらない程度の性的倒錯を意味する。
脚フェティシズムの一種として「生脚フェティシズム」がある。また、ハイヒールやストッキング、スニーカーといった装身物に特化したフェティシズムは靴フェティシズムなど他のフェティシズムに分類される。

## 心理学的側面
大部分のフェティシズムがそうであるように、この誘惑は心理学的にはリビドーに関連付けられる。ジークムント・フロイトはこのタイプのフェティシズムは特に男性に多く見出されるという仮説を立てた。場合によっては、脚フェティシズムは完全に排他的なもので、脚がパートナーの生殖器を完全に置き換えてしまい得る。

## 映画・文学
ルイス・ブニュエル（特に1930年の『黄金時代』や1963年の『小間使の日記』）のように多くの映画監督が女性の脚への幻惑を明らかにしている。クエンティン・タランティーノの映画にもしばしば脚フェティシズムの暗示がある。日本の小説家の谷崎潤一郎（『富美子の足』『瘋癲老人日記』『鍵』）、松浦理英子（『親指Pの修行時代』『ナチュラル・ウーマン』）、小川洋子（『妊娠カレンダー』『ホテル・アイリス』）などもいるほか、これに密接な関係のある性的衝動を現したレーオポルト・フォン・ザッハー＝マゾッホ（『毛皮を着たヴィーナス』）など、枚挙に暇がない。
脚フェティシズムはリヒャルト・フォン・クラフト＝エビング博士の『性的精神病理』（19世紀末）にも同性愛、フェラチオ、クンニリングス、啜尿症（飲尿）、糞尿愛好症、獣姦、サディズム、マゾヒズムなどと並ぶ性的逸脱として言及されている。